# Münzprüfer
Münzprüfer (auch: Münzer) sind Geräte, die Münzen nach bestimmten Vorgaben sortieren. Sie werden in Automaten, z. B. in Verkaufsautomaten, eingesetzt, um Falschgeld, Fremdwährung oder unerwünschte Münzwerte zu erkennen und auszusortieren.

## Funktionsweise
Münzprüfer können die Münzen auf Größe (Durchmesser), Dicke, Gewicht, Prägetiefe, Rändelung und andere Materialeigenschaften testen. Sie sortieren dabei nicht nur Falschgeld aus, sondern weisen auch unerwünschte Münzwerte zurück. Einfache Münzprüfer führen nur eine Gut-Schlecht-Sortierung durch, komplizierte Modelle können die angenommenen Münzen auch nach ihrem Wert sortieren.
Dagegen sammeln Münzgeldwechsler angenommene Münzen und geben sie auf Verlangen z. B. als Wechselgeld aus. Statt Münzen können auch Jetons oder Tokens angenommen werden.

### Mechanische Münzprüfer

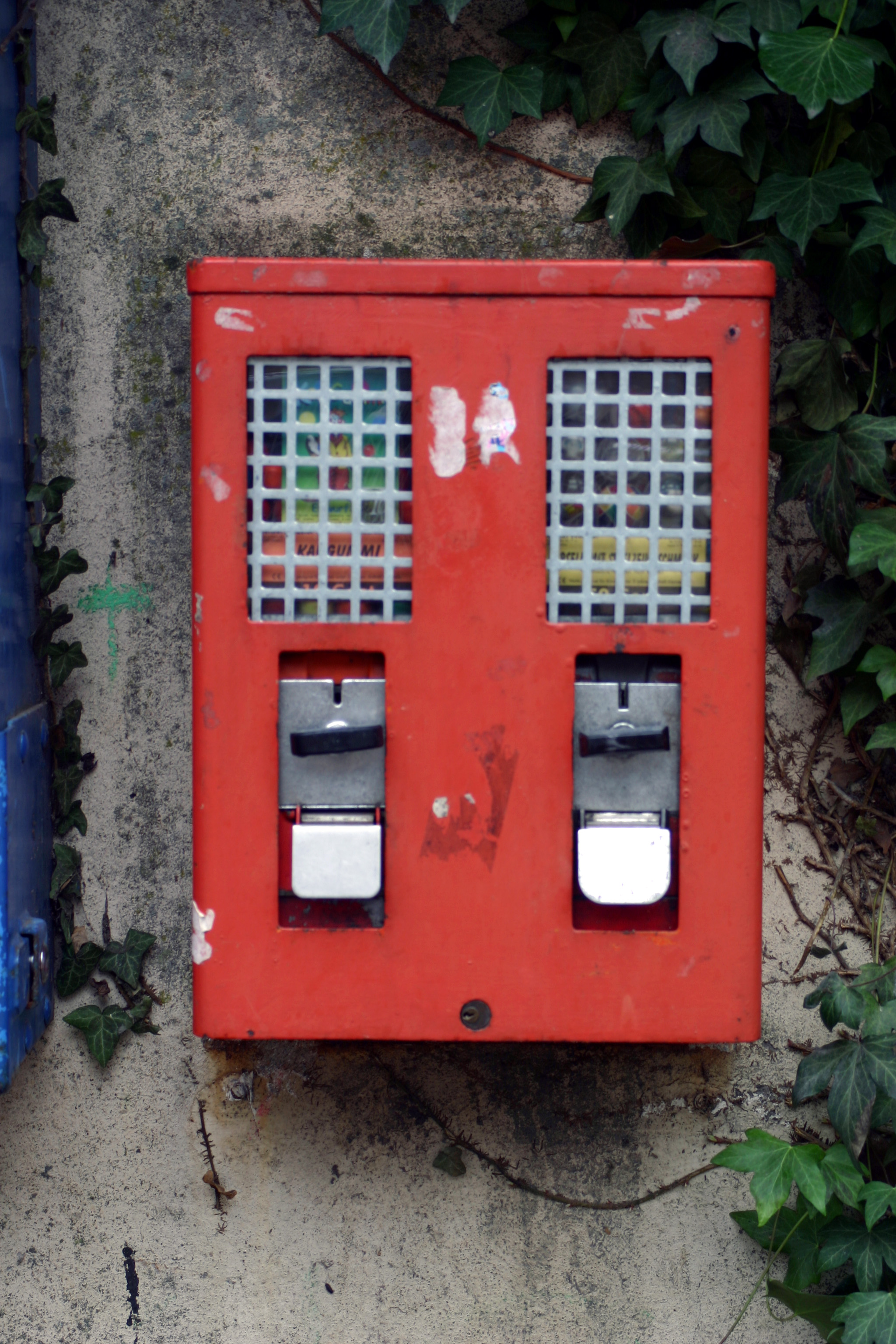
Kaugummiautomat mit Drehknopf

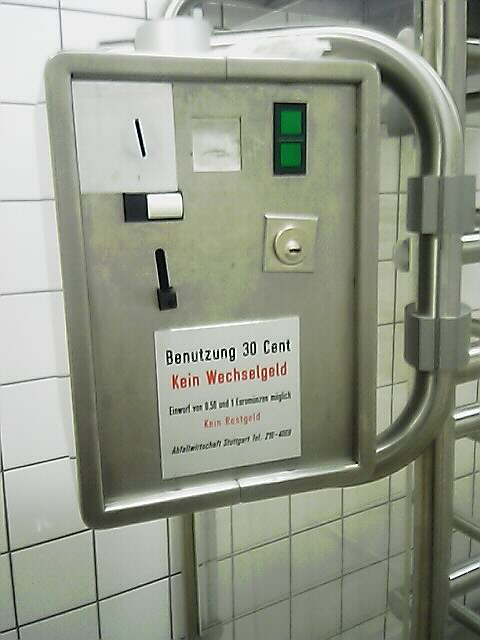
Ein Zugangsautomat. Links oben sind der Münzeinwurfschlitz, der Rückgabeknopf und der Rückgabeschlitz des Münzprüfers zu erkennen.

Der einfachste mechanische Münzprüfer ist der Münzeinwurfschlitz, der schon nach Größe und Dicke sortieren kann. Eine andere einfache Form eines mechanischen Münzprüfers ist der Drehhebel bei Kaugummiautomaten.
Mechanische Münzprüfer werden beim Bau auf einen oder mehrere Münzwerte festgelegt und können nur mit großem Aufwand auf einen anderen Münzwert umgebaut werden. Die Münzprüfung durch eine Mechanik erlaubt es nicht, die Münzen auf so viele Parameter zu testen, wie es bei einem elektronischen Münzprüfer möglich ist. Meist werden sie nur nach Durchmesser, Dicke und magnetischer Permeabilität geprüft, bei aufwendigeren Systemen ist über ein Wippensystem auch eine Sortierung nach Gewicht möglich.
Durch die Einführung des elektronischen Münzprüfers wurden die mechanischen Münzprüfer weitestgehend verdrängt. Ein großes Einsatzgebiet für sie war lange Zeit noch der Zigarettenautomat, da dieser nicht immer über einen Stromanschluss für einen elektronischen Münzprüfer verfügt; nachdem jedoch Münzprüfer mit Batterieversorgung erhältlich waren, verschwand auch diese Nische.
Mechanische Münzprüfer werden heute noch hauptsächlich in einigen Spielautomaten eingesetzt.

### Elektronische Münzprüfer
Die ersten elektronischen Münzprüfer wurden eingesetzt in den Fahrkartenautomaten der Deutschen Bundesbahn während der Olympischen Spiele 1972 in München. Es handelte sich dabei um Münzprüfer der Firma National Rejectors (NRI).
Elektronische Münzprüfer können eine Münze auf mehr Parameter testen als ein mechanischer Münzprüfer: Neben Durchmesser, Dicke und Gewicht kann auch die Präg(e)tiefe überprüft werden, die Rändelung oder einige Eigenschaften des Materials, aus dem die Münze geprägt wurde. Sie erlauben auch die Annahme von mehr Münzwerten als mechanische Münzprüfer.
Elektronische Münzprüfer sind im Gegensatz zu ihren mechanischen Gegenstücken programmierbar, das heißt, die Geräte lassen sich leicht auf verschiedene Währungen programmieren. An moderne Münzprüfer lassen sich auch Banknoten- oder Geldkartenleser anschließen, und sie können die Steuerung des Automaten, in dem sie eingebaut sind, teilweise oder ganz übernehmen.
Heutzutage arbeiten Münzprüfer mit Induktivitätsmessung. Der Münzeinwurfschlitz und die Rollschiene bis hin zum Münzprüfer selbst sind so konstruiert, dass die Einwurfgeschwindigkeit keinen Einfluss auf das Messergebnis hat. Im Münzprüfer selbst wird durch eine Lichtschranke die „Ankunft“ einer Münze signalisiert. Direkt hinter der Schranke befinden sich zwei Spulen, welche mittels Induktionsmessung den Münztyp bestimmen. Wird die Münze vom System angenommen, so wird sie über ein mechanisches oder elektromechanisches Sortiersystem in den jeweiligen Hopper oder die jeweilige Münzröhre sortiert bzw. bei Automaten ohne Rückgabefunktion in den „Geldtank“.
Wird die Münze nicht angenommen, so wird sie von einem elektromechanischen System nicht in die Sortiermechanik gelassen. Die Münze wird meist über einen Rückgabeschacht an den Benutzer zurückgegeben.

## Euroumstellung
Eine große Herausforderung für die Hersteller von Münzprüfern war die Umstellung auf Euromünzen. Die Hersteller von Münzprüfern gehörten zu den ersten, die unter strengen Sicherheitsmaßnahmen mit den neuen Euromünzen arbeiten konnten. Neue elektronische Münzprüfer konnten sowohl auf die DM als auch auf den Euro programmiert werden. Sie mussten am Stichtag nur noch umgestellt werden, einige Modelle taten dies auch automatisch.